# Изо арена
Изо Арена (пољ. Izo Arena ZKS Izolator) је стадион пољског фудбалског клуба Изолатора Богухвала који се налази на југоистоку земље. Свечано је отворен 17.09.2007. године међународном утакмицом између репрезентација Пољске и Румуније за дечаке до 16 године у којој је домаћин славио са 3:0. Капацитет стадиона износи 954 места за седење, док места за стајање нису предвиђена. Терен је травнат димензија 105 m x 68 m са систем за наводњавање, док је цео стадион офарбан клупским бојама тј. карактеристичним тоновима зелене боје које Изолатор користи на својим дресовима.